# 16. század
A 16. század az 1501–1600 közötti éveket foglalja magába. Ez az európai reneszánsz és humanizmus, a tudomány és művészetek támogatásának korszaka, a földrajzi felfedezéseknek, valamint a reformáció megindulásának kora, ugyanakkor a pusztító vallásháborúk és az amerikai népirtás időszaka is. Ebben az időszakban éri el a hódító Oszmán Birodalom a legnagyobb kiterjedését.

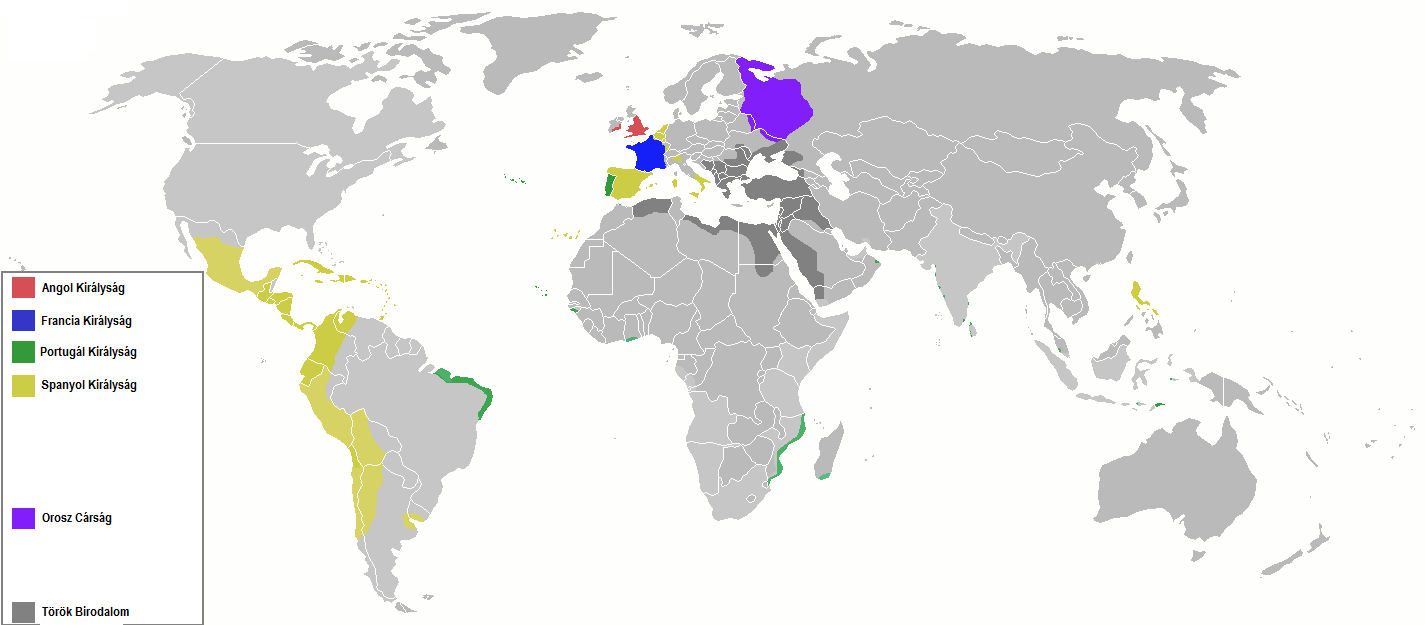
A világ 16. századi fő hódító hatalmai és a meghódított területeik a 16. század első felében (a mai országhatárokkal):
piros: Angol Királyság, sötétkék: Francia Királyság, sárga: Spanyol Királyság, zöld: Portugál Királyság, kékeslila: Orosz Cárság, sötétszürke: Oszmán-Török Birodalom

## Események
| - 1508 - 1510: A cambrai-i liga I. háborúja - 1509: VIII. Henrik az angol trónra lép (1547-ig uralkodik) - 1516: Habsburg Károly spanyol király lesz (I. Károly néven), majd 1519-ben német király, 1530-ban V. Károly néven német-római császár (1556/1558-ig uralkodik) - 1524 - 1525: Nagy kiterjedésű német parasztháború, melyhez részben vallási okok is vezettek. - 1525: A század legnagyobb európai ütközetében, a paviai csatában I. Ferenc francia király serege döntő vereséget szenved a Habsburg császári szövetség spanyol–német–milánói erőitől. A francia király fogságba esik és a madridi békében (1526) szabadsága fejében kénytelen lemondani Lombardiáról. Milánóban előbb a Sforza-család, majd 1535-től a spanyolok uralkodnak. Véget ér az Itália birtokaiért vívott harc, a félszigeten a 17. század végéig spanyol hegemónia érvényesül. Ferenc a továbbiakban még három háborút visel a császár ellen (→ Itáliai háborúk), de a kialakult helyzeten nem képes változtatni. - 1525: Brandenburgi Albert nagymester a Német Lovagrend poroszországi birtokait szekularizálja és hercegséggé változtatja, amely lengyel hűbérként családjában öröklődik és 1618-ban egyesül Brandenburggal. - 1527: Sacco di Roma: Miután VII. Kelemen pápa a francia király oldalára állt, V. Károly serege rohammal elfoglalja Róma városát; a pápa a nocerai püspökkel az Angyalvárba menekül. A pápa kénytelen alávetni magát V. Károlynak, és a pápaság mint világi hatalom a továbbiakban csak alárendelt szerepet játszik. - 1529: A török hadak Bécset ostromolják. - 1533: IV. (Rettegett) Iván lép az orosz trónra, aki megerősíti a központi hatalmat (1584-ig uralkodik). A kazanyi (1552), és az asztrahányi (1556) tatár kánság meghódításával kiterjeszti uralmát a Kaszpi-tengerig. - 1540–1547: Első Habsburg–török háború - A 16. század derekára a reformáció és ellenreformáció nyomán kialakult vallásháborúk miatt Európa jelentős része lángba borul. - 1553: Angol kereskedők megbízásából Richard Chancellor felfedezi az Észak-Európa megkerülésével Oroszországba vezető tengeri utat, és kiaknázására 1554-ben megalakul az első angol kereskedőtársaság, a Muscovy Company. - 1556: V. Károly német-római császár lemond. A császári címet öccse, Ferdinánd kapja. - II. Fülöp lép a spanyol trónra (uralkodik 1598-ig). Az elődei által lerakott alapokon megteremti a korlátlan monarchiát. Székhelyévé Madridot, ill. a közelében épült Escorialt teszi (Toledo helyett). A katolikus egyház védelmezője, országában óriási hatalmat ad az inkvizíció kezébe. - 1559: A cateau-cambrésis-i béke lezárja a Habsburgok és Franciaország háborúinak (1551–1559) sorozatát. - 1552–1582 között Oroszország több hadjárat során uralma alá vonja a volgai és szibériai tatár államokat (Asztrahány, Kazany és Szimbir) területét, és ezzel Európa és Ázsia között kialakul a soknemzetiségű Orosz Birodalom. - 1558–1583: A livóniai háború. IV. (Rettegett) Iván megtámadja a Német Lovagrend birtokait, Észtországot és Livóniát, hogy kijáratot szerezzen a Balti-tengerre. A lovagrend állama felbomlik, a harcba beavatkoznak a lengyelek, svédek és a dánok is. Livóniát Lengyelország, Észtországot a svédek kapják meg. - 1567: Stuart Mária lemond a skót trónról. A lázadó főurak az egyesztendős Jakabot ültetik Skócia trónjára. - 1587: Stuart Mária kivégzése - 1568: Kezdetét veszi a több évtizedig tartó németalföldi szabadságharc a spanyol uralom ellen. - 1569: Lublini unió - A Lengyel Királyság és Litván Fejedelemség létrehozza a lengyel–litván nemzetközösséget (fennáll 1795-ig). Az ország ezzel a legnagyobb állam Európában, ez Lengyelország aranykora. - 1570: II. Szelim oszmán szultán feladja a kelet-európai terjeszkedés tervét, ezzel véget ér az orosz-oszmán háború. A török hajóhadat a vihar szétszórja a Fekete-tengeren. - 1571: Az oszmánok elfoglalják Ciprust Velencétől, de a görög partok mellett a lepantói csatában az egyesült keresztény hajóhad megveri a török flottát. - 1572: Lengyelországban kihal a Jagelló-dinasztia férfi ága. A bekövetkező trónviszályok során 1574-ben a lengyel nemesség törvényben biztosítja magának a szabad királyválasztás és fegyveres ellenállás jogát. Ezóta Lengyelország lényegében nemesi köztársaság, élén a királlyal. Nagyhatalmi pozícióját egyelőre sikerül megőriznie. - 1572–1573: Horvát parasztháború - 1580: A portugál királyi Avis-ház kihal. Az országot II. Fülöp perszonálunióban egyesíti Spanyolországgal. Az unió Portugáliát is bevonja a spanyol-németalföldi háborúba, így a 17. század első felében a hollandok ráteszik a kezüket a portugál gyarmatbirodalom legnagyobb részére. - 1582: A Gergely-naptár bevezetése a katolikus országokban - 1584: Az oroszok megalapítják Arhangelszk kikötőjét. Sikertelenül próbálják megtalálni az Amerika megkerülésével Ázsiába vezető északnyugati átjárót. - 1585–1590: V. Szixtusz pápa megfékezi a banditizmust az egyházi államban és átfogó tervek alapján hozzáfog Róma átépítéséhez. - 1588: Anglia legyőzi a partjainál a spanyol II. Fülöp híres „Legyőzhetetlen armadáját” - 1596: Az angolok a Cádiz-i öbölben megsemmisítik a spanyol flottát. - 1596: W. Barents felfedezi Novaja Zemlját és a Spitzbergákat - 1598: Oroszországban I. Fjodor cárral kihal a 9. század óta uralkodó Rurik-dinasztia moszkvai ágának utolsó tagja, ami súlyos zavarok forrása lesz. | - 1517: Luther Márton meghirdeti 95 tézisét Wittenbergben, ezzel a Német Birodalomból elindul a reformáció vallási mozgalma. - 1521: Luther a wormsi birodalmi gyűlésen megtagadja tanainak visszavonását. - 1523: Zwingli uralomra juttatja a reformációt Zürichben (Svájc) - 1531: elesik a svájci katolikus kantonokkal vívott 2. kappeli háborúban. - Zwingli művét Zürichben H. Bullinger fejezi be a Második Helvét Hitvallás összeállításával. - 1529–1555: német vallásháború - 1529: A speyeri gyűlésen a Német-római Birodalom fejedelmei között a reformáció miatt szakadás támad. Az evangélikus (lutheránus) német fejedelmek kiadják tiltakozó iratukat (protestáció) a császár türelmetlen valláspolitikája ellen. Kezdetét veszi a német vallásháború. - 1530: A birodalmi gyűlésen közzéteszik a lutheránus tanok tételes megfogalmazását: Ágostai hitvallás - 1531: A lutheránusok védelmi szövetségre lépnek: schmalkaldeni szövetség - 1546–1547: A schmalkaldeni háború. V. Károly császár kísérletet tesz a lutheránus rendek leverésére. - 1555: az augsburgi vallásbéke lezárja a Német-római Birodalomban dúló vallásháborúkat - 1533–1534: Az Angol Királyság elszakad a katolikus egyháztól és létrejön a nemzeti anglikán egyház. VIII. Henrik magát nyilvánítja ki az angol egyház fejévé. - 1535–1536: Kálvin János közzéteszi A keresztény vallás tanítása című fő művét, a református hittételek polemikus kifejtését. 1541-ben Genf prédikátora lesz, haláláig (1564) szinte diktátorként kormányozza a várost; 1553-ban parancsára megégetik Szervét Mihályt. - 1540: A jezsuita szerzetesrend jóváhagyása, amelyet Loyolai Ignác 1534-ben alapított. Az új szervezet az ellenreformáció egyik fő eszközévé válik. - 1542: III. Pál pápa a reformáció ellen újjászervezi az inkvizíciót Sanctum Officium néven. - 1545–1563: A reformációra adott válaszként (→ ellenreformáció) a katolikus egyház összehívja a tridenti zsinatot, amely elveti a század eleje óta hangoztatott reformterveket, megerősíti a pápa hatalmát és kidolgozzák az új katolikus hittételeket. - Az észak-európai államok uralkodói áttérnek a protestáns hitre és országaikban felszámolják a katolikus egyházat és hitgyakorlatot. - A század közepétől Lengyelországban II. Zsigmond király a vallási türelem politikáját vezeti be. A hitviták tüzében megszületik a lengyel nyelvű irodalom. - 1560: A kálvinizmus bevezetése Skóciában - 1566: Képrombolás; széles körű népi felkelés Németalföldön - 1562–1598: Francia vallásháborúk - 1562: A wassyi mészárlással megkezdődnek a francia vallásháborúk a katolikusok és a hugenották között. - 1572: Szent Bertalan éjszakája - 1598: IV. Henrik francia király kibocsátja a nantes-i ediktumot, amely engedélyezi vallásuk gyakorlását a hugenottáknak. IV. Henrik francia és II. Fülöp spanyol király megkötik a vervins-i békeszerződést, lezárulnak a francia vallásháborúk. - 1600: Giordano Bruno megégetése Rómában eretnekség vádjával |  |

A domináló európai hatalmak az 1519 utáni években
Spanyol (Kasztíliai) Kir. (lila)
Aragóniai Kir. (vöröses piros)
Burgundi-Valois-ház (narancs)
Osztrák Habsburgok (sötétsárga)
Német-római Birodalom (halványsárga)

### Magyarság
- 1505: A Rákosi végzés, a szabad királyválasztás érdekében megfogalmazott okirat a rákosi országgyűlésen kimondta: ha II. Ulászló fiú utód nélkül halna meg, akkor a magyarok idegen királyt nem választhatnak.
- 1506: Habsburg–Jagelló házassági szerződés - a rákosi végzés hatálytalanítására kötött örökösödési szerződés
- 1514: Dózsa György-féle parasztfelkelés
- 1521: Nándorfehérvár török bevétele
- 1521–1526: Magyar–török háborúk
- 1526. augusztus 29.: A mohácsi vész. A törökök előtt megnyílik az út a Magyar Királyság szívébe. 
  - Októberben I. Szulejmán kivonul Magyarországról, befejeződik az 1521-26-os török-magyar háború
  - Novemberben a pozsonyi országgyűlés magyar királlyá Habsburg Ferdinándot választja.
  - Novemberben a székesfehérvári országgyűlés Szapolyai János erdélyi vajdát választja királlyá.
  - Decemberben az ellenpárt Habsburg Ferdinándot kiáltja ki magyar királynak Szapolyai János ellenében.
- 1527: A délvidéki Cserni Jován-felkelés
- 1526–38: Magyar belháború
  - 1529: A törökök Bécset ostromolják - sikertelenül.
  - 1532: Kőszeg ostroma. Jurisics kapitány színleg meghódol Szulejmánnak, de a várat megtartja.
- 1538: Váradi béke - I. János király Habsburg Ferdinánddal békét köt
- 1541: A törökök elfoglalják Budát. (lásd Buda elfoglalása)

A Magyar Királyság 1572-ben

- 1543: Török hadjárat (Vác, Fehérvár, Csákvár, Esztergom, Tata, Siklós) 
  - Kaposi csata: a szekszárdi törökök a Kapos mellett szétverik a végvári katonák egy csapatát.
- 1552: Török hadjáratok (Drégely, Veszprém, Temesvár, Arad, Lippa, Lugos, Karánsebes, Szolnok, Eger)
  - Eger sikeresen ellenáll
- 1552: A törökök legyőzik a birodalmi és magyar sereget a palásti mezőn.
- 1566: Szigetvár ostroma
- 1567: A debreceni zsinat elfogadja a második helvét hitvallást, megindul a reformátusok önálló egyházzá szerveződése
- 1568: Drinápolyi béke - I. Miksa magyar király (német-római császárként II. Miksa) és II. Szelim oszmán szultán között létrejött egyezmény Drinápolyban, amely átmeneti fegyvenyugvást hoz a török elleni háborúban
- 1568: Erdélyben a tordai országgyűlés a világon elsőként törvényben rögzíti a lelkiismereti és vallásszabadságot
- 1570: Speyeri szerződés - II. János magyar király és Miksa magyar király közötti egyezmény
  - Erdélyi Fejedelemség
- 1571: Az erdélyi országgyűlés kimondja a négy bevett felekezet szabad vallásgyakorlását
- 1593: Megkezdődik a Tizenöt éves háború a török kiűzésére. A háborúhoz több európai állam és török uralom alatt élő nép, így a szerbek és bolgárok is csatlakoznak
  - 1595: Báthory Zsigmond vezetésével Erdély csatlakozik a törökellenes szövetséghez.
  - 1595: Báthory Zsigmond erdélyi fejedelem és II. Mihály havasalföldi fejedelem győzelmet aratnak Gyurgyevónál a törökök felett
- 1596: III. Mehmed szultán a mezőkeresztesi csatában győzelmet arat Báthory Zsigmond felett.
  - Eger vára elesik a törökök előtt
- 1596: "Véres farsang": székely felkelés
- 1598: Pálffy Miklós csellel visszafoglalja Győrt a törököktől.
- 1599: Erdély II. Mihály (Vitéz Mihály) havasalföldi fejedelem ellenőrzése alá kerül
- 1600: A habsburg-erdélyi sereg a miriszlói csatában szétveri Vitéz Mihály seregét.

#### Kultúra, vallás
- 1504 - 1514: Werbőczy István: Hármaskönyv (Tripartitum) - a korabeli Magyarország jogi szabályainak és szokásjogainak összegyűjtése, rendszerezése és írásba foglalása
- 1507 körül: Az esztergomi Bakócz-kápolna építése
- A reformáció Magyarországon
- 1532: Krakkóban megjelenik az első magyar nyelvű nyomtatott könyv, egy részleges bibliafordítás
- 1581: Báthory István fejedelem jezsuita tanárokkal tanintézetet alapít Kolozsváron[1]
- 1587: Magyarország áttér a Gergely-naptárra
- 1590: Vizsolyban megjelenik a Károlyi Gáspár bibliafordítása

### Amerika

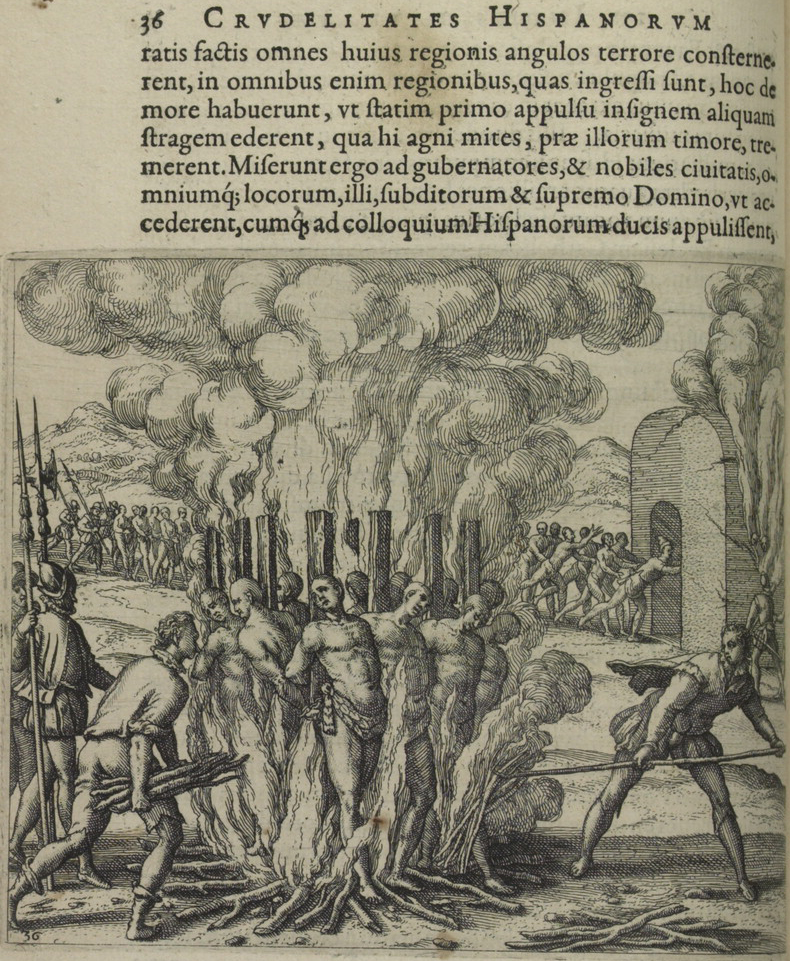
Az európai hódítók az amerikai őslakosokat irtják

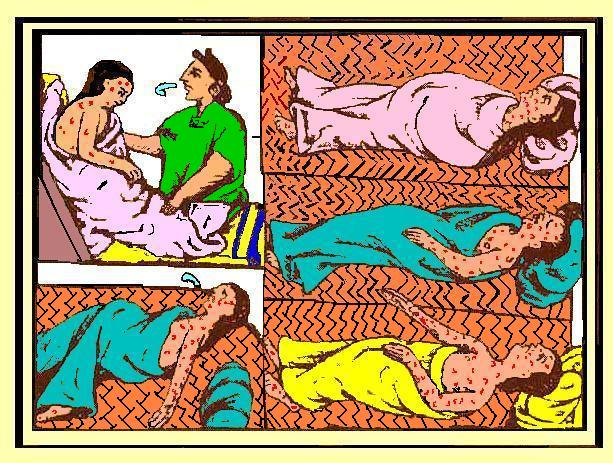
Aztékok haldokolnak a fekete himlőtől, ("Firenzei kódex" 1540–85)

- Amerika felfedezését követően a spanyol hódítók leigázzák az Azték Birodalmat Közép-Amerikában (1519) és az Inka Birodalmat Dél-Amerikában (1533). 
  - A hódítók lerombolják Közép- és Dél-Amerika ősi civilizációit és kiirtják az őslakosság jelentős részét.
  - Hatalmas mennyiségű arany jut el Európába.
  - Megkezdődik az újkori rabszolgakereskedelem és rengeteg fekete-afrikai rabszolga érkezik Amerikába.
- 1513: Vasco Núñez de Balboa megkezdi Közép-Amerika gyarmatosítását
- 1519: Hernando Cortez legyőzi az aztékokat és meghódítja Mexikót
- 1530: a portugálok megkezdik Brazília gyarmatosítását
- 1531 - 1533:: Francisco Pizarro meghódítja az Inka Birodalmat
  - 1533: Pizarro konkvisztádor megöleti az utolsó inka uralkodót, Atahualpát és elfoglalja a Birodalom fővárosát, Cuzcót
  - 1535: Pizzaro megalapítja Limát, amely halála (1541) után a spanyol alkirály székhelye, és a dél-amerikai spanyol gyarmatbirodalom központja lesz
- 1535: a spanyolok megkezdik a mai Argentína, Uruguay és Paraguay gyarmatosítását, Mexikóban létrehozzák Új-Spanyolország Alkirályságot
- 1562 körül: megkezdődik a néger rabszolgák rendszeres szállítása Amerikába
- 1580 körül: a karibi kalózvilág kezdete[2]
- 1580-as évek: Humphrey Gilbert, majd Walter Raleigh megalapítják az első angol gyarmatot Észak-Amerikában

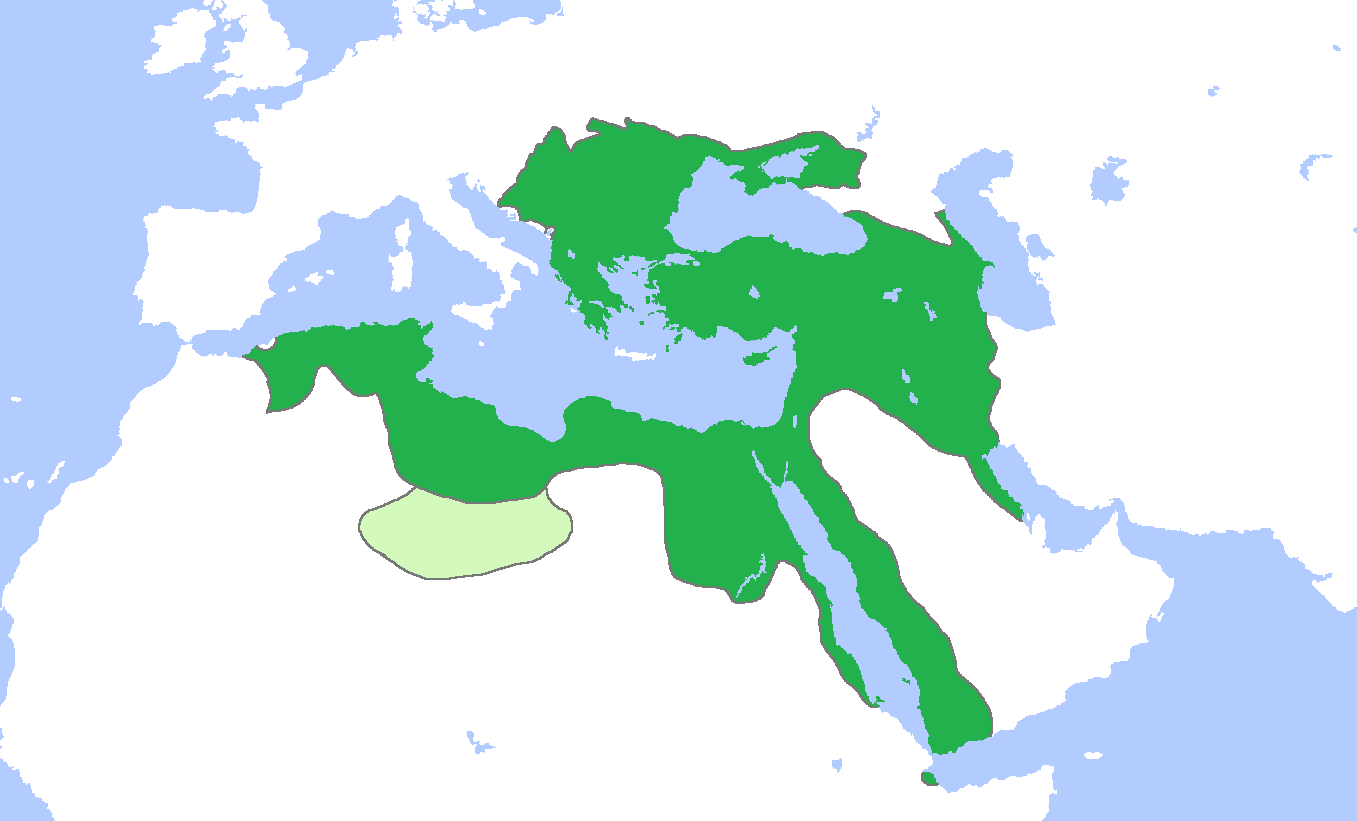
Az Oszmán Birodalom 1600 körül (a vazallus államokkal együtt)

### Ázsia
- 1503: Vasco da Gama megalapítja Indiában az első portugál erődöt Kochinál
- 1510: A portugálok elfoglalják Goát (India)
- 1520-as évektől: Az Oszmán Birodalom fénykora.
- 1526: Bábur (Timur leszármazottja) a panipati csatában legyőzi Delhi szultánját és India északi részén létrehozza a mogul birodalmat
- 1540-es évek: portugál kereskedők érkeznek Japánba; nyomukban megkezdődik a keresztény hittérítés (→ Kereszténység Japánban)
- 1556: Saanhszi földrengés - a történelem egyik legpusztítóbb földrengése több mint 800 ezer áldozatot követel a kínai Sanhszi tartományban.
- 1556: Indiában Akbar mogul sah uralkodásának kezdete, a Mogul Birodalom virágzása
- 1557: Kínában a portugálok engedélyt kapnak kereskedelmi telep létesítésére Aomenben (Makaó)
- Japánban a Szengoku-kor hosszú polgárháborúit az Azucsi-Momojama-kor országegyesítő kísérlete követi (1568–1600)
- 1571: A spanyolok megalapítják Manilát
- 1581: Az oroszok megkezdik Szibéria meghódítását
- 1588: Trónra lép Nagy Abbász perzsa sah, a Szafavida-dinasztia legnagyobb uralkodója
- 1592: Az első angol kereskedelmi vállalkozás Indiában
- 1600: A Brit Kelet-indiai Társaság megalapítása

### Világ

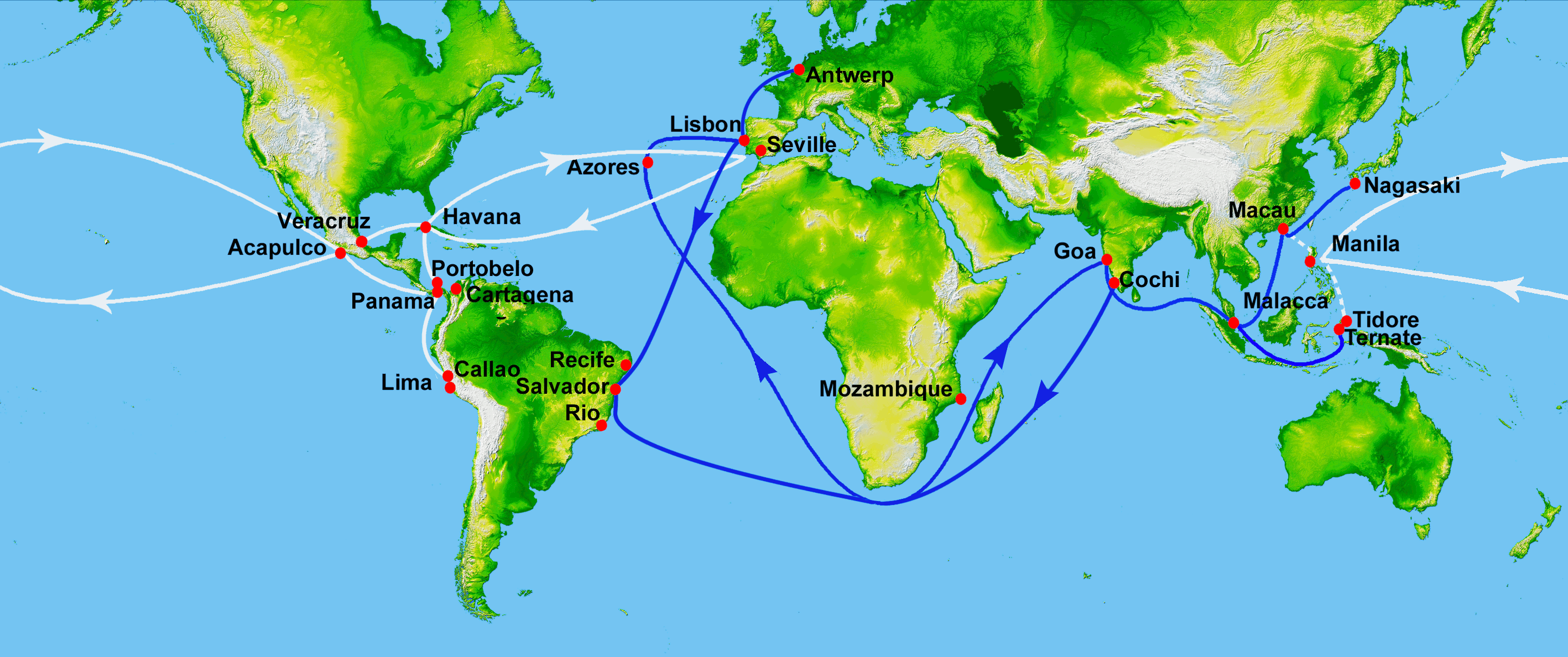
A portugál (kék) és spanyol (fehér) kereskedelmi utak a tengereken a 16. században, a földrajzi felfedezések hajnalán

- 1519 - 1522: Magellán expedíciójának Föld körüli útja
  - 1522: A Föld első ismert körülhajózása
- 1577 - 1580: Francis Drake körülhajózza a Földet és nagy zsákmányt szerez

## Fejlődés, társadalom
- A majorsági gazdálkodás kialakulása Kelet-Európában. Míg a nyugat-európai parasztság a 16. sz.-ra függő helyzetű jobbágyból általában szabad bérlővé vált, az Elbától keletre ez a folyamat nem következik be, sőt 1500 után az addig szabadon költöző jobbágyokat röghöz kötik és terheiket növelik (második jobbágyság).
- A polgári fejlődés kibontakozása Angliában. Fellendül Anglia vezető iparága, a hazai gyapjút feldolgozó posztóipar.
- felfedezések és az árforradalom Európa-szerte konjunktúrát teremtenek a kereskedelem és a kézműipar számára. Kereskedőtársaságok létesülnek a kibővült piaci lehetőségek kiaknázására, illetve új piacok felkutatására.
- A század vége felé a lőfegyverek dominálnak a hadviselésben
- A rokka bevezetése forradalmasítja a textilgyártást.
- A négyzetgyök modern jelének első használata.
- Németalföldön megszerkesztik az első mikroszkópot (1590 k.) és az első távcsövet
- A tudományos forradalom kezdete
  - 1543: Kopernikusz publikálja művét, melyben matematikailag leírja a heliocentrikus világképet
- Az Újvilágból új mezőgazdasági termékeket hoznak be Európába (kukorica, burgonya, paprika, paradicsom stb.), amelyek a következő században széles körben elterjednek az Óvilágban.

## Kultúra
- 1590-es évek: William Shakespeare: Rómeó és Júlia (színmű)

### Művészet
- A század a reneszánsz késői szakasza, Itáliában kibontakozik a barokk, az ellenreformáció korstílusa.
  - A két korstílus között a manierizmus művészi irányzata Itáliában.
- Festőművészet: Velencei iskola

### Zene
- Adrian Willaert  németalföldi zeneszerző a velencei Szt. Márk-templom karnagyaként megalapítja az ún. velencei iskolát
- A hegedű felbukkanása Észak-Itáliában
- Az első opera bemutatója Firenzében: Jacopo Peri: Dafné (1597 k.)

### Egyéb
- Az angol királynő richmondi palotájában felállítják Sir John Harington (wd) találmányát, az első angolvécét. (1596)
- A francia udvarnál megjelenik az asztalon a villa. Ezt követően egy új szokás is kialakul: az étkezési illem. (1598)

## Vallás
- reformáció
- anabaptista mozgalom
- unitarianizmus
- ellenreformáció
- francia vallásháborúk
- a pápaság a 16. században

## Híres személyek

### Magyarok
- Dózsa György, az 1514-es magyarországi parasztfelkelés vezetője (1470–1514)
- I. János magyar király (Szapolyai János;  erdélyi vajda, 1526 és 1540 között Magyarország királya)
- János Zsigmond (II. János) erdélyi fejedelem (1540–1571)
- Fráter György, az ország kormányzója, erdélyi politikus, váradi püspök, majd esztergomi érsek és bíboros (1482 – 1551)
- Török Bálint, magyar főnemes, hadvezér (1502 – 1550)
- Zrínyi Miklós (hadvezér) horvát származású szigetvári hős, költő és hadvezér (1508 körül – 1566)
- Báthory István erdélyi fejedelem, lengyel király (1533–1586)
- Báthory Zsigmond erdélyi fejedelem (1572–1613)
- Tinódi Lantos Sebestyén énekszerző, lantos, a 16. századi magyar epikus költészet jeles képviselője (1510 körül – 1556)
- Balassi Bálint, magyar költő (1554–1594)
- Bornemisza Péter, magyar költő (1535–1584)
- Dávid Ferenc, az erdélyi unitárius vallás alapítója (1510–1579)
- Károlyi Gáspár, református lelkész, a Biblia első teljes magyar fordításának elkészítője (1529 körül – 1591)
- Szenczi Molnár Albert, református lelkész, nyelvtudós, filozófus (1574 – 1634)

### Külföldiek

#### Uralkodó, hadvezér
- VIII. Henrik, angol király, az anglikán egyház alapítója (1491–1547)
- V. Károly, német-római császár, spanyol király (1500–1558)
- I. Szulejmán, török szultán (1494–1566)
- Rettegett Iván, orosz cár (1530–1584)
- I. Erzsébet angol királynő (1533–1603)

### Konkvisztádor, felfedező
- Ferdinand Magellan, portugál tengerész (1480–1521)
- Hernán Cortés, spanyol konkvisztádor (1485–1547)
- Francis Drake, angol kalózkapitány és felfedező (1540–1596)
- Kolumbusz Kristóf (1451 – 1506)
- Vasco Núñez de Balboa (Közép-amerikai hódítássorozat)
- Francisco Pizarro (Chile és Peru meghódítása, 1532–1535)
- Alonso de Ojeda
- Francisco de Orellana
- Hernando de Soto
- Philipp von Hutten
- Pedro de Alvarado
- Diego de Almagro
- Juan Ponce de León
- Sebastián de Belalcázar
- Diego Velázquez de Cuéllar
- Juan de Grijalva
- Francisco de Montejo
- Pánfilo de Narváez
- Pedro Menéndez de Avilés

### Művész, tudós, filozófus
- Albrecht Dürer, német festő (1471–1528)
- Leonardo da Vinci, olasz művész és tudós (1452–1519)
- Kopernikusz, lengyel csillagász (1473–1543)
- Michelangelo, olasz polihisztor (1475–1564)
- Morus Tamás (Thomas More), angol humanista, politikus és író (1478–1535)
- Szervét Mihály, spanyol polihisztor, orvos, teológus (1511–1553)
- Raffaello Sanzio, olasz festő (1483–1520)
- Rotterdami Erasmus, humanista filozófus és teológus (1466–1536)
- Tiziano, olasz festő (1490–1576)
- Paracelsus, német orvos és asztrológus (1493–1541)
- Niccolò Machiavelli, olasz író és filozófus (1497–1527)
- Hans Sachs, nürnbergi mesterdalnok (1494–1576)
- Luís de Camoes, portugál költő (1524–1580)
- Bakfark Bálint, erdélyi szász lantművész és zeneszerző (1507? – 1572?)
- Pieter Brueghel, flamand festő (1525–1569)
- El Greco, görög festő (1541–1614)
- Torquato Tasso, olasz költő (1544–1595)
- Giordano Bruno, olasz filozófus (1548–1600)
- Tycho Brahe, dán csillagász (1546–1601)
- William Shakespeare, angol drámaíró, költő (1564–1616)

### Vallási személy
- Luther Márton, német vallási reformer (1483–1546)
- Ulrich Zwingli, svájci reformátor, a református egyház egyik alapítója (1484 – 1531)
- Philipp Melanchthon, német teológus, Luther munkatársa (1497–1560)
- Kálvin János, francia vallási reformer, a kálvinizmus névadója  (1509–1564)
- Heinrich Bullinger, svájci reformátor (1504–1575)
- Martin Bucer, német reformátor (1491–1551)
- John Knox, skót reformátor (1510 k. –1572)
- Mikael Agricola, finn reformátor, a finn irodalmi nyelv megteremtője (1510–1557)
- Loyolai Szt. Ignác, a jezsuita szerzetesrend alapítója (1491 – 1556),

## Évek és évtizedek
Megjegyzés: A 16. század előtti és utáni évek dőlt betűvel írva.
| 1490-es évek | 1490 | 1491 | 1492 | 1493 | 1494 | 1495 | 1496 | 1497 | 1498 | 1499 |
| 1500-as évek | 1500 | 1501 | 1502 | 1503 | 1504 | 1505 | 1506 | 1507 | 1508 | 1509 |
| 1510-es évek | 1510 | 1511 | 1512 | 1513 | 1514 | 1515 | 1516 | 1517 | 1518 | 1519 |
| 1520-as évek | 1520 | 1521 | 1522 | 1523 | 1524 | 1525 | 1526 | 1527 | 1528 | 1529 |
| 1530-as évek | 1530 | 1531 | 1532 | 1533 | 1534 | 1535 | 1536 | 1537 | 1538 | 1539 |
| 1540-es évek | 1540 | 1541 | 1542 | 1543 | 1544 | 1545 | 1546 | 1547 | 1548 | 1549 |
| 1550-es évek | 1550 | 1551 | 1552 | 1553 | 1554 | 1555 | 1556 | 1557 | 1558 | 1559 |
| 1560-as évek | 1560 | 1561 | 1562 | 1563 | 1564 | 1565 | 1566 | 1567 | 1568 | 1569 |
| 1570-es évek | 1570 | 1571 | 1572 | 1573 | 1574 | 1575 | 1576 | 1577 | 1578 | 1579 |
| 1580-as évek | 1580 | 1581 | 1582 | 1583 | 1584 | 1585 | 1586 | 1587 | 1588 | 1589 |
| 1590-es évek | 1590 | 1591 | 1592 | 1593 | 1594 | 1595 | 1596 | 1597 | 1598 | 1599 |
| 1600-as évek | 1600 | 1601 | 1602 | 1603 | 1604 | 1605 | 1606 | 1607 | 1608 | 1609 |